# USS Utah (BB-31)
USS Utah (BB-31) – amerykański pancernik typu Florida, jedyny okręt US Navy noszący nazwę pochodzącą od stanu Utah, po wycofaniu ze służby został przerobiony na okręt-cel i przeklasyfikowany na AG-16. Okręt został zatopiony w czasie japońskiego ataku na Pearl Harbor.
Stępkę okrętu położono 9 marca 1909 w Camden w stoczni New York Shipbuilding Corporation. Jednostkę zwodowano 23 grudnia 1909, matką chrzestną była Mary Alice Spry, córka gubernatora stanu Utah, Wiliama Spry. Pancernik wszedł do służby 31 sierpnia 1911 w Philadelphia Naval Shipyard. Pierwszym dowódcą został komandor William S. Benson.

## 1911–1917
W czasie rejsu odbiorczego okręt odwiedził Hampton Roads, Santa Rosa Island, Pensacola, Galveston, Kingston, Portland Bight i zatokę Guantanamo na Kubie. W marcu 1912 został przydzielony do Floty Atlantyku. Operował w składzie Floty na początku wiosny, prowadząc ćwiczenia artyleryjskie i obrony przeciwtorpedowej, a następnie 16 kwietnia wszedł do New York Navy Yard na przegląd.
1 czerwca wypłynął z Nowego Jorku, krótko stał w Hampton Roads, a następnie popłynął do Annapolis, gdzie dotarł 6 czerwca. Tam zaokrętował podchorążych (ang. midshipmen) z United States Naval Academy i 10 czerwca wyszedł z nimi w rejs do Virginia Capes i na otwarty Atlantyk. Odbywał szkolenia letnie z kadetami w czasie rejsu w pobliżu Nowej Anglii; 24 i 25 sierpnia wysadził ich w Annapolis. Wkrótce potem udał się na poligon morski Southern Drill Grounds (pl. Południowy Obszar Szkoleniowy), by odbyć ćwiczenia artyleryjskie.
Przez następne dwa lata odbywał typową służbę na wschodnim wybrzeżu USA, pływając od Nowej Anglii po wody kubańskie. W tym czasie odbył jedną podróż do Europy, gdzie odwiedził Villefranche we Francji w dniach 8-30 listopada 1913.
Rok 1914 rozpoczął w stoczni New York Navy Yard, 5 stycznia popłynął na południe. Po postoju w Hampton Roads osiągnął pod koniec miesiąca wody kubańskie i rozpoczął ćwiczenia torpedowe i strzeleckie. Z powodu tarć na linii Meksyk-USA pancernik wpłynął na wody meksykańskie na początku lutego, a 16 lutego dotarł do Veracruz. Operował z tego portu do 9 kwietnia, kiedy to wypłynął w kierunku Tampico z kilkoma setkami uchodźców. Wkrótce potem Amerykanie dowiedzieli się, że do Veracruz zbliża się niemiecki parowiec SS „Ypiranga” z ładunkiem broni i amunicji dla dyktatora Victoriano Huerty. 16 kwietnia, kiedy okazało się, że ładunek mógł już wylądować, marynarka podjęła kroki zmierzające do zajęcia komory celnej w Veracruz i powstrzymania dostawy.
Zaokrętowani na „Utah” Marines pod dowództwem porucznika Guya Castle’a dołączyli do marines z innych amerykańskich okrętów, które właśnie dotarły do Veracruz i tak improwizowana „I Brygada Marines” dokonała desantu na brzeg. W walkach ulicznych, które nastąpiły po desancie, batalion „niebieskich kurtek” (ang. „bluejackets” – popularna wówczas nazwa marines) z „Utah” wyróżnił się w boju, siedmiu marines otrzymało najwyższe wojskowe odznaczenie amerykańskie Medal of Honor, byli to: dowódca batalionu porucznik Castle, dowódcy kompanii chorążowie Oscar C. Badger II i Paul F. Foster, dowódcy oddziałów Niels Drustrup i Abraham Desomer, a także George Bradley i Henry N. Nickerson.
„Utah” pozostawał w Veracruz przez prawie dwa miesiące, po czym w drugiej połowie czerwca wrócił na północ do New York Navy Yard na przegląd. Przez następne trzy lata operował w ramach rutynowej służby i prowadził ćwiczenia wzdłuż wschodniego wybrzeża USA i na Karaibach. Działo się to w ramach przygotowań do możliwego wejścia USA do walk w I wojnie światowej.

## I wojna światowa

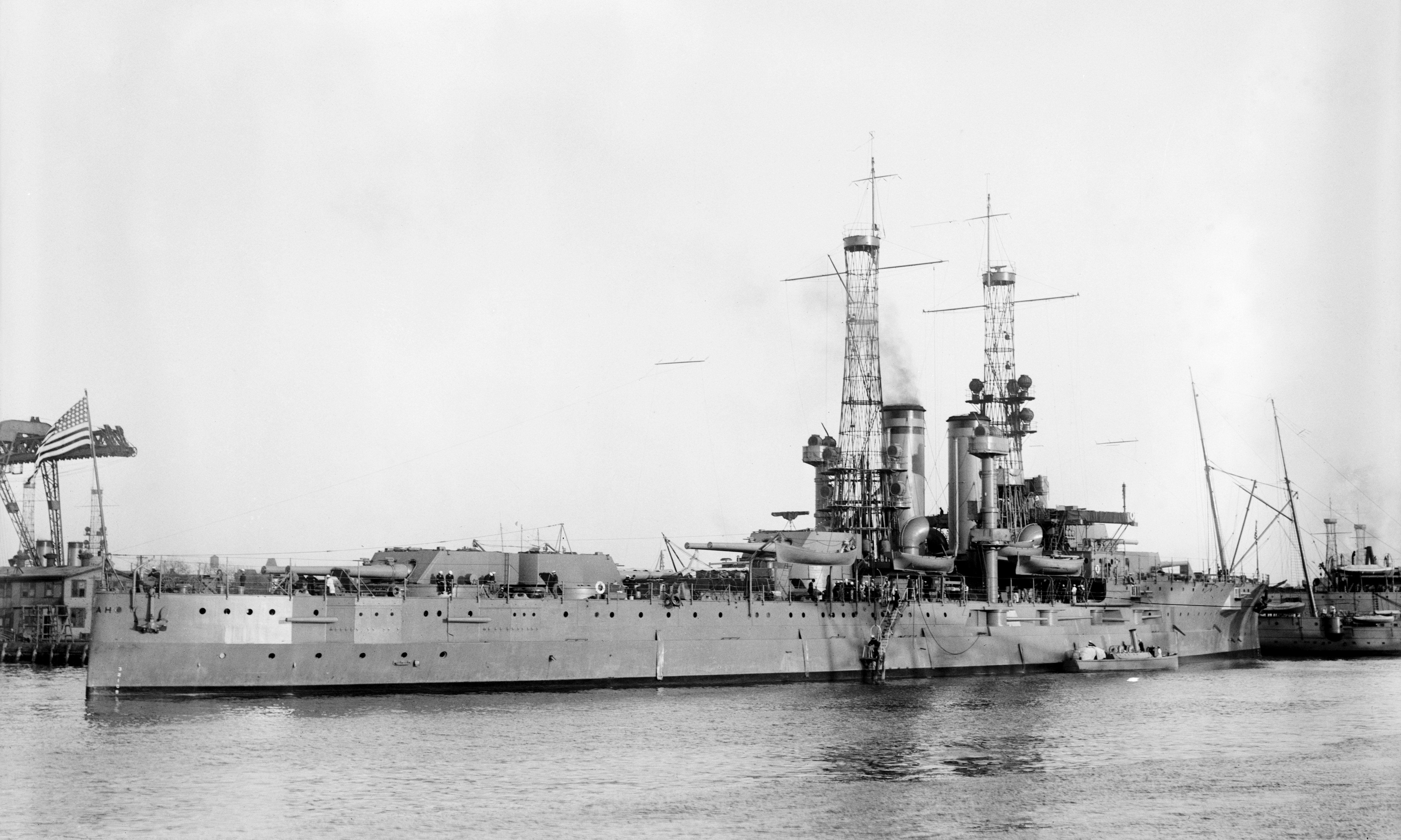
USS „Utah” około 1912

6 kwietnia 1917 po tym, jak USA zadeklarowały wejście do wojny, „Utah” operował na wodach zatoki Chesapeake jako okręt szkolny dla artylerzystów i mechaników, kontynuował tę służbę do 30 sierpnia 1918. Wtedy odpłynął do Wysp Brytyjskich z dowódcą Floty Atlantyckiej wiceadmirałem Henrym T. Mayo na pokładzie.
Obawa przed ewentualnymi atakami niemieckich ciężkich okrętów na duże konwoje przepływające Atlantyk spowodowała, że Amerykanie wysłali na wody irlandzkie silny oddział pancerników-drednotów. Jako część tego planu „Utah” popłynął do Brerehaven, Bantry Bay w Irlandii. Tam stał się okrętem flagowym kontradmirała Thomasa S. Rodgersa, dowódcy 6 Dywizji Pancerników. Do momentu podpisania rozejmu – 11 listopada 1918 – „Utah” wraz z „Nevada” i „Oklahoma” operował z irlandzkiego portu, osłaniając alianckie konwoje zbliżające się do Wysp Brytyjskich, będąc gotowym do spotkania z ciężkimi okrętami niemieckimi.
Po zakończeniu walk odwiedził Isle of Portland w Zjednoczonym Królestwie. Później służył jako honorowa eskorta dla transportowca „George Washington” (Id. No. 3018), na którego pokładzie znajdował się prezydent USA Woodrow Wilson. 13 grudnia 1918 statek dotarł do Brestu. Następnego dnia odpłynął do USA i dotarł do Nowego Jorku w Boże Narodzenie 1918.

## 1919–1931
Do 30 stycznia 1919 „Utah” pozostał na kotwicy na North River w pobliżu Nowego Jorku. 7 stycznia o 14:40 opuścił do połowy masztu banderę z powodu śmierci byłego prezydenta Theodore Roosevelta. 8 stycznia, co pół godziny odpalał salut armatni w ramach dnia pamięci o tym amerykańskim mężu stanu.
W połowie 1921 pancernik wrócił do rutynowej służby składającej się ze szkoleń i manewrów, odbywających się na obszarze od Nowej Anglii do Karaibów. 17 lipca 1920 zmieniono mu numer klasyfikacyjny na BB-31 w ramach obejmującej całą US Navy reformy klasyfikacji (wcześniej był oznaczany jako „Battleship Number 31”).
9 lipca 1921 po opuszczeniu Bostonu udał się przez Lizbonę do Cherbourga. Tam stał się okrętem flagowym amerykańskich sił morskich na wodach europejskich (ang. United States naval forces in European waters). Do października 1922 „prezentował banderę” w ważnych europejskich portach atlantyckich i śródziemnomorskich, potem zastąpił go krążownik „Pittsburgh”.
21 października 1922 po powrocie do USA „Utah” został okrętem flagowym 6 Dywizji Pancerników (ang. Battleship Division (BatDiv) 6) amerykańskiej Floty Zwiadowczej (ang. Scouting Fleet) i operował w składzie Floty przez następne trzy i pół roku.
Pod koniec 1924 został wybrany do przewiezienia amerykańskiej misji dyplomatycznej na obchody stulecia bitwy o Ayacucho (9 grudnia 1824), która była decydującym momentem peruwiańskiej walki o niepodległość. Wyznaczony na okręt flagowy specjalnej eskadry, przydzielonej do reprezentowania USA na tych obchodach, 22 listopada 1924 wypłynął z Nowego Jorku z generałem armii Johnem Pershingem i byłym kongresmenem F. C. Hicksem na pokładzie i 9 grudnia dotarł do Callao.
W Boże Narodzenie 1924 „Utah” wysadził generała Pershinga i resztę członków misji, rozpoczynając w ten sposób misję w miastach Ameryki Południowej. W tym czasie pancernik w ciągu następnych tygodni odwiedził chilijskie porty w Punta Arenas i Valparaíso zanim okrążył przylądek Horn i spotkał się z Pershingiem w Montevideo. Ponownie wziął go na pokład wraz z resztą misji i popłynął później do Rio de Janeiro. 18 marca 1926 zakończył rejs w Nowym Jorku. Lato w 1925 i 1926 spędził w Eskadrze Szkolenia Podchorążych (ang Midshipman Practice Squadron), a po zakończeniu letniego rejsu szkolnego w 1925 wszedł do stoczni Boston Navy Yard, 31 października 1925 został wycofany ze służby w celu modernizacji. W czasie zmian wymieniono np. maszt kratownicowy na maszt palowy, kotły opalane węglem na opalane ropą. Ulepszono także uzbrojenie przeciwlotnicze. „Utah” i jego siostrzany okręt „Florida” nigdy nie otrzymał bardziej nowoczesnego masztu trójnożnego, jaki został zastosowany na innych amerykańskich pancernikach.
1 grudnia 1925 okręt ponownie podjął służbę, a 21 listopada 1928 po lokalnych operacjach w ramach Floty Zwiadowczej opuścił Hampton Roads kierując się do Ameryki Południowej. 18 grudnia dopłynął do Montevideo. Tam na wszedł pokład prezydent elekt Herbert Hoover z małżonką oraz Henry T. Fletcher – amerykański ambasador we Włoszech oraz członkowie korpusu prasowego. „Utah” przewiózł prezydenta elekta i osoby towarzyszące do Rio de Janeiro (21-23 grudnia), a następnie odpłynął do macierzystego portu. W drodze Hoover przeprowadził na morzu inspekcję załogi okrętu, 6 stycznia 1929 dopłynął do Hampton Roads.
Zgodnie z ustaleniami londyńskiego traktatu morskiego z 1922 okręt został wybrany do przebudowy na ruchomy okręt-cel w miejsce starego pancernika „North Dakota”. 1 lipca 1931 numer klasyfikacyjny „Utah” został zmieniony na AG-16. Przebudowa została zrobiona w Norfolk Navy Yard, m.in. zainstalowano radiową aparaturę kontrolną. 1 kwietnia 1932 na czas przebudowy „Utah” został włączony do służby w Norfolk. Dowódcą został komandor porucznik Randall Jacobs.

## 1932–1940
7 kwietnia okręt opuścił Norfolk, by wyszkolić załogę w używaniu nowych instalacji i w celu wypróbowania sterowania radiowego, za pomocą którego stary pancernik mógł być zdalnie kontrolowany (w zakresie różnych prędkości i zmian kursów). Silniki elektryczne sterowane za pomocą radia z okrętu sterującego, otwierały i zamykały zawory, poruszały sterem i regulowały dopływ ropy do kotłów. Pilot żyroskopowy Sperry utrzymywał jednostkę na kursie.
21 kwietnia okręt wrócił do portu, 6 maja przeszedł próby sterowania radiowego. 1 czerwca przez 3 godziny poruszał się pod kontrolą radia, ale wszystkie stanowiska były obsadzone ludźmi. W ciągu następnych dwóch dni okręt odbył dwa rejsy, każdy po cztery godziny, w trakcie których żadna z maszyn nie była dotykana przez człowieka. Obserwatorzy rozmieszczeni w kadłubie okrętu (np. dwóch w każdej kotłowni) przekazywało informacje telefonem i zbierało dane.
9 czerwca po ukończeniu prób „Utah” opuścił Norfolk. 30 czerwca po przejściu przez Kanał Panamski dotarł do San Pedro. Zameldował się tam w 1 Eskadrze Szkolnej, Base Force. Pierwsze ćwiczenia, w których wziął udział jako okręt-cel, odbyły się 26 lipca i wzięły w nich udział krążowniki floty. Stary okręt był sterowany z pokładów niszczycieli „Hovey” i „Talbot”.
Przez następne 9 lat były pancernik pełnił ważną dla floty rolę ruchomego celu, zwiększając realizm szkoleń lotników morskich w atakach nurkowych, torpedowych i bombardowań z wysokiego pułapu. Znacznie pomógł w rozwoju taktyk ataku w tych dziedzinach. W jednym przypadku pełnił także rolę transportowca wojska: załadował 223 oficerów i żołnierzy z Fleet Marine Force w Sand Island na Midway i przeprowadził z nimi operacje amfibijną w Hilo Bay na Hawajach. Działo się to w ramach manewrów Fleet Problem XVI wczesnym latem 1936. Następnie przetransportował z Hawajów do San Diego marines, których wysadził 12 czerwca 1936.
W tym samym miesiącu na okręcie, który nadal pełnił rolę okrętu-celu, zdecydowano się otworzyć dla floty szkołę karabinów maszynowych. Stary drednot otrzymał instruktorów w sierpniu 1936, a pierwsi studenci pochodzili z kompanii okrętowych krążowników „Raleigh”, „Concord”, „Omaha”, „Memphis”, „Milwaukee” i lotniskowca „Ranger”. Zameldowali się oni 20 września. W trakcie roku artyleryjskiego 1936-1937 „Utah” został wyposażony w nową armatę przeciwlotniczą, poczwórnie sprzężoną kal. 1,1 cala. Miała być przetestowana i przeanalizowana przez szkołę. Kilka pierwszych testów nowej broni po raz pierwszy wykonano na pokładzie tego okrętu szkolnego.
Oprócz wykonywania zadań szkoleniowych „Utah” holował także cele podczas ćwiczeń bojowych przeprowadzanych przez amerykańskie pancerniki i brał udział w corocznych ćwiczeniach Fleet Problem. 9 stycznia 1939 przeszedł przez Kanał Panamski, by wziąć udział w ćwiczeniach Fleet Problem XX, które były obserwowane osobiście przez prezydenta USA Franklina D. Roosevelta z pokładu ciężkiego krążownika „Houston”.
Pod koniec jesieni i wczesną zimą 1939, po ćwiczeniach z 6 Eskadrą Okrętów Podwodnych (ang. Submarine Squadron Six), „Utah” spędził kolejne 8 miesięcy na pracach nad karabinami maszynowymi. Następnego lata popłynął na Hawaje, 1 sierpnia 1940 dotarł do Pearl Harbor. Do 14 grudnia 1940 prowadził zaawansowane ćwiczenia artylerii przeciwlotniczej na wodach hawajskich. Wtedy odpłynął na zachodnie wybrzeże USA i dotarł do Long Beach 4 dni przed Bożym Narodzeniem.
Przez następne dwa miesiące „Utah” operował jako ruchomy cel dla samolotów z Patrol Wing One i lotniskowców „Lexington”, „Saratoga” i „Enterprise”. Ćwiczenia były prowadzone w pobliżu wyspy San Clemente (Kalifornia). 1 kwietnia 1941 wrócił na Hawaje. Szkolił na pokładzie w ramach Zaawansowanej Szkoły Broni Przeciwlotniczej (ang. Advanced Antiaircraft Gun School) ludzi z pancerników „West Virginia”, „Oklahoma” i „Colorado” oraz krążowników „Phoenix”, „Nashville”, „Philadelphia” i „New Orleans”.
W kolejnych tygodniach na okręcie szkolono marynarzy w ładowaniu i celowaniu działami kal. 127 mm, strzelając do celów kierowanych radiem, a także karabinów kal. 12,7 mm i dział 28 mm, strzelając do celów i balonów. 20 maja zawinął do Los Angeles i załadował na pokład członków Fleet Marine Force w celu przewiezienia ich do Bremerton. Pasażerów wysadzono na brzeg tydzień później, 31 maja 1941okręt wszedł do Puget Sound Navy Yard.

## II wojna światowa
W czasie następnego przeglądu „Utah” przeszedł naprawy i przeróbki mające uczynić z niego bardziej efektywny artyleryjski okręt szkolny. Zmiany dotyczyły zainstalowania dział kal. 127mm/38 na pojedynczych podstawach z osłonami, w jakie były wyposażone wtedy nowoczesne niszczyciele amerykańskie. Okręt utracił także przedwojenne kolory: został przemalowany według schematu kamuflażu Measure One. Cały okręt pomalowano farbą „5-D Dark Gray”, a maszty i topy „5-L Light Gray”. Tak pomalowany „Utah” 14 września popłynął na wody otaczające Hawaje, odwiedził Port Townsend, San Francisco i San Pedro. Wkrótce dotarł do Pearl Harbor i do końca jesieni podjął ćwiczenia przeciwlotnicze i artyleryjskie.
Na początku grudnia 1941, krótko przed powrotem do Pearl Harbor, „Utah” zakończył zaawansowany kurs broni przeciwlotniczej na wodach hawajskich. Zakotwiczył w pobliżu wyspy Ford na stanowisku F-11. Rankiem 7 grudnia 1941 dowódca i zastępca dowódcy okrętu byli na brzegu, a najstarszym oficerem na pokładzie był lieutenant commander Solomon S. Isquith, mechanik.
Krótko przed 8:00 załoga zauważyła trzy samoloty, które zostały uznane za amerykańskie maszyny w locie ćwiczebnym, kierujące się na północ od wejścia do portu. Wykonały one płytkie nurkowanie nad południowym krańcem wyspy Ford, gdzie były hangary wodnosamolotów. Wtedy zaczęły zrzucać bomby.

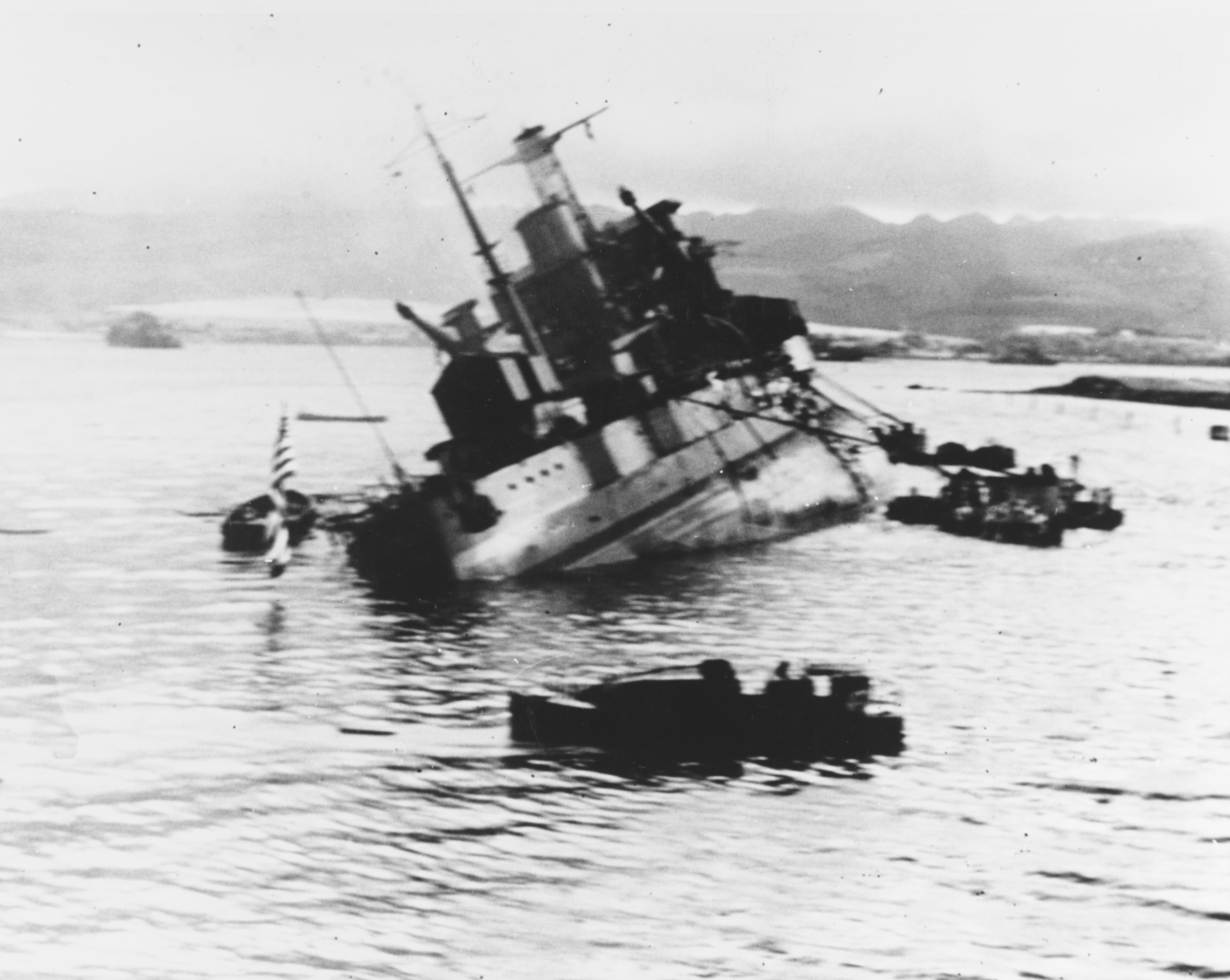
„Utah” leży na burcie po ataku na Pearl Harbor

O 8:01, krótko po tym jak marynarze rozpoczęli podnoszenie bandery, okręt został trafiony torpedą w dziób i natychmiast zaczął przechylać się na lewą burtę. 
Spowodowało to przesuwanie się drewnianych osłon (1,5 × 3 m) na pokładzie, mających zabezpieczać okręt przed odłamkami bomb, co utrudniło ewakuację załogi. Pod pokładem pozostał i zginął chief watertender Peter Tomich, który upewniał się ze kotły są zabezpieczone i wszyscy ludzie wyszli z pomieszczeń maszynowni. Inny członek załogi, rezerwista John B. Vaessen, pozostał na stanowisku w pomieszczeniu generatorów, w celu zapewnienia ich jak najdłuższej pracy umożliwiającej utrzymanie oświetlenia.
Isquith osobiście przeprowadził inspekcję, by się upewnić, że wszyscy członkowie załogi wyszli, przez co prawie został uwięziony, gdy okręt zaczął kłaść się na burtę. Został ewakuowany dzięki pomocy z zewnątrz.
O 8:12 liny cumownicze puściły i „Utah” położył się na burtę. Załoga wydostała się na brzeg, starając znaleźć sobie schronienie, ponieważ japońskie samoloty ostrzeliwały także ludzi na ziemi.
Krótko po tym, jak większość załogi opuściła okręt, usłyszano stukanie z przewróconego kadłuba. Pomimo zagrożenia ze strony japońskich samolotów stale krążących po niebie, marynarze za pomocą palnika otrzymanego ze stojącego w pobliżu krążownika „Raleigh” (który sam walczył o przetrwanie po trafieniu torpedą) rozcięli kadłub i wydobyli uwięzionego wewnątrz Johna Vaessena.
29 grudnia 1941 „Utah” został zadeklarowany jako „in ordinary” i przeszedł pod kontrolę Pearl Harbor Base Force. Częściowo podniesiony do pionu by, oczyścić kotwicowisko, został zadeklarowany jako „out of commission, not in service” (wycofany ze służby) 5 września 1944. Nazwę okrętu skreślono z rejestru jednostek 13 listopada 1944. Jego częściowo zanurzony kadłub nadal pozostaje na dnie Pearl Harbor wraz z nieznaną liczbą zwłok marynarzy uwięzionych podczas zatonięcia. W 1972 odsłonięto pomnik poświęcony załodze „Utah”. Monument znajduje się na północno-zachodnim brzegu wyspy Ford, w pobliżu wraku.
Zatonięcie przeżyło 30 oficerów oraz 431 podoficerów i marynarzy, zginęło 6 oficerów i 52 niższych rangą. Na brzegu zginął jeden żołnierz ocalały z zatonięcia, przypadkowo postrzelony z innego okrętu. Peter Tomich został odznaczony pośmiertnie Medalem Honoru.

## Po wojnie

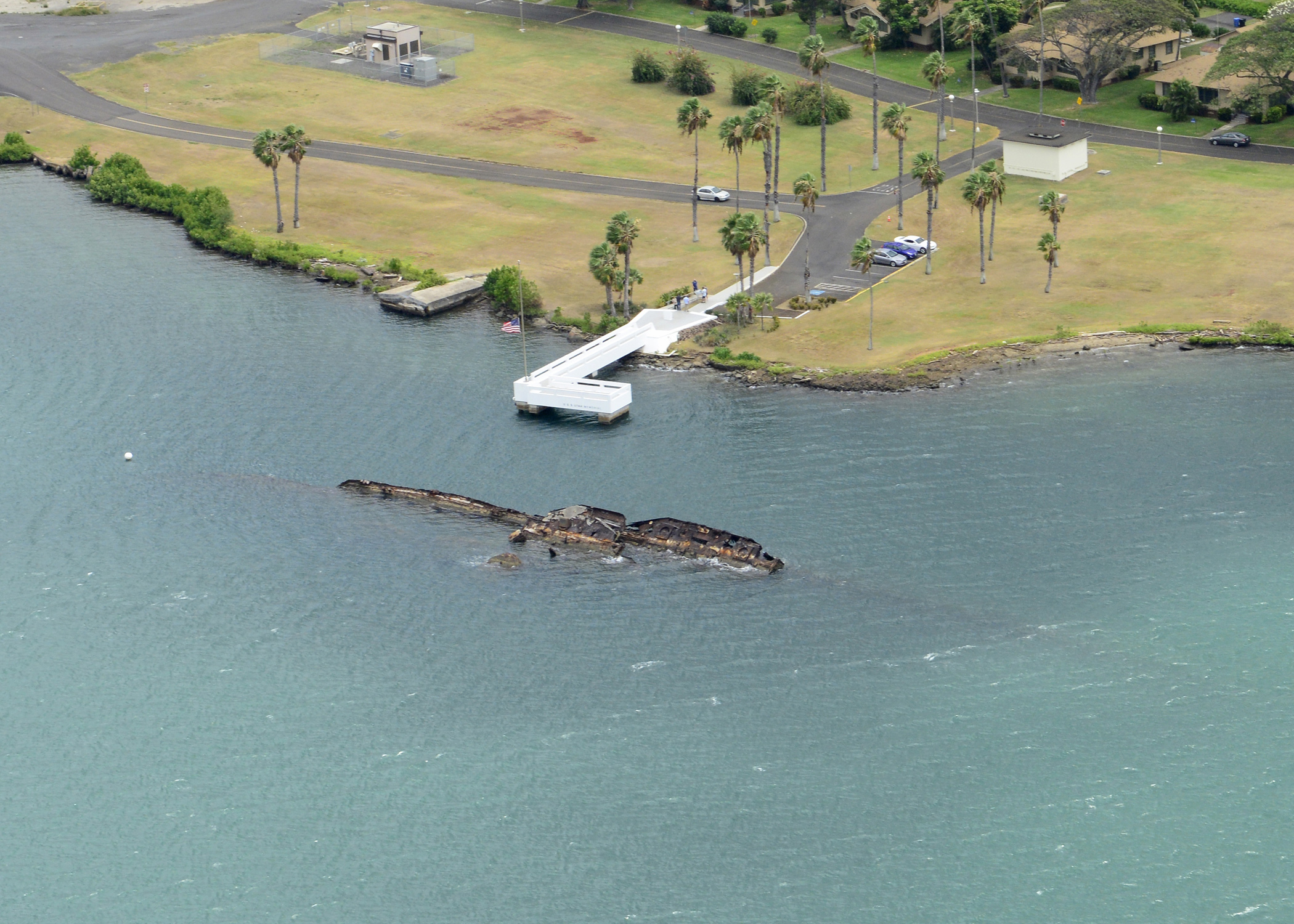
Widok z lotu ptaka na wrak USS „Utah” (2016)

„Utah” (AG-16) został odznaczony jedną battle star za służbę w czasie II wojny światowej. W 1989 został dodany do National Register of Historic Places i zadeklarowany jako National Historic Landmark. Jest oficjalnym okrętem stanu Utah.